# Juan Bautista Ambrosetti
Juan Bautista Ambrosetti (Gualeguay, 1865 – Buenos Aires, 1917) è stato un antropologo e archeologo argentino.
Oltre ad occuparsi dello studio antropologico degli indigeni dello Stato di Misiones, condusse importanti scavi sul sito della città precolombiana denominata Quilmes.